# Adaga de caça

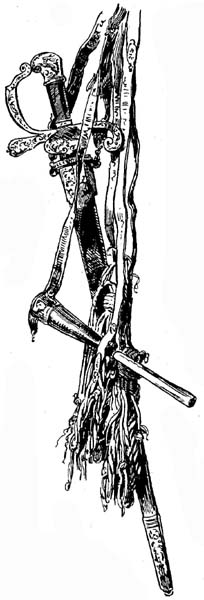
Ilustração de uma adaga de caça.

A adaga de caça (em alemão: "Hirschfänger", algo como "apanhador de veados") é uma adaga de origem alemã de 18-30 polegadas (460-760 mm), usada para matar cervos e javalis.
A adaga de caça foi uma arma usada principalmente nas caçadas extravagantes da nobreza alemã. Esta adaga foi desenvolvida a partir de espadas de caça medievais que eram mais longas e usadas principalmente por caçadores montados. Hoje, as adagas de caça são ocasionalmente usadas como partes dos uniformes de caça tradicionais alemães.

### Bilbiografia
- Blackmore, Howard L. (2000). Hunting Weapons: From the Middle Ages to the Twentieth Century (em inglês) ilustrada, reimpressão ed. [S.l.]: Courier Corporation. 401 páginas. ISBN 978-0-48640-961-0. Consultado em 11 de agosto de 2021